# Вулверхэмптонский университет
Вулверхэмптонский университет (англ. University of Wolverhampton) — британский университет в городе Вулвергемптон, Англия. Входит в группу так называемых современных университетов. Университет начал свою историю в 1827, когда был основан Wolverhampton Tradesmen's and Mechanics' Institute.

## История
Промышленная революция требовала больше человеческих ресурсов. Для обслуживания крупных заводов были нужны инженеры, учёные и рабочие. Вулверхэмптон находился в центре промышленной революции, сам регион в те времена стали называть чёрная страна. Название появилось из-за большого количества промышленных предприятий, которые работали на угле и как следствие производили большое количество выбросов в атмосферу. Чтобы обслуживать растущий спрос на рабочую силу в 1827 году в городе появился Институт Механики, в 1870 появилась Библиотека, где проводились вечерние занятия по научным, техническим и коммерческим направлениям. В 1926 году библиотека и институт были объединены в Стаффордширский Технический Колледж. Университет прошёл ряд реорганизаций и несколько раз сменил название, получив своё нынешнее название в 1992 году.